# トリアフルバレン
トリアフルバレン(Triafulvalene)またはシクロプロペニリデンシクロプロペン(Cyclopropenylidenecyclopropene)は、化学式C6H4のフルバレン系炭化水素である。結合する2つのシクロプロペン環から構成される。アイソデスミック反応により分解するため、未だ単離はされていない。しかし、この分子は理論有機化学で重要とされることもあり、その構造、安定性、分光特性等は良く調べられている。